# Volleyball-Weltmeisterschaft der Frauen 2002/Teilnehmer
Die Kader der Teilnehmer der Volleyball-Weltmeisterschaft der Frauen 2002 bestanden aus jeweils zwölf Spielerinnen. Bis Ende Mai musste ein vorläufiger Kader benannt werden, der achtzehn Spielerinnen umfasste. Für die Nominierung der endgültigen Aufgebote hatten die Trainer eine Frist bis zum Tag vor dem Beginn des Turniers.

## Gruppe A

### Bulgarien
Die bulgarische Mannschaft nahm zum zehnten Mal an einer Weltmeisterschaft teil. Bei den globalen Turnieren waren bisher zwei vierte Plätze 1952 und 1962 die besten Resultate, aber beim kontinentalen Wettbewerb gelang dem Europameister von 1981 ein Jahr vor der WM in Deutschland ein Erfolg im eigenen Land. Das Team, das den dritten Rang bei der EM 2001 belegte, wurde von Neli Neshich und Antonina Zetowa angeführt.
| Name                                                                           | Nr. | Größe  | Geburtsdatum  | Position | Verein                |
| ------------------------------------------------------------------------------ | --- | ------ | ------------- | -------- | --------------------- |
| Lyubka Debarliewa                                                              | 7   | 1,78 m | 21. Sep. 1980 | Z        | Lewski Sofia          |
| Aneta Germanowa                                                                | 13  | 1,86 m | 3. Jan. 1975  | AA       | Romanelli Florenz     |
| Iliyana Gotschewa                                                              | 14  | 1,88 m | 2. Nov. 1976  | MB       | Lewski Sofia          |
| Elena Kolewa                                                                   | 17  | 1,86 m | 1. Dez. 1977  | D        | Lewski Sofia          |
| Elena Kunowa                                                                   | 11  | 1,87 m | 5. Nov. 1975  | MB       | Rote Raben Vilsbiburg |
| Marina Marik                                                                   | 2   | 1,80 m | 17. Aug. 1969 | L        | Lewski Sofia          |
| Neli Neshich                                                                   | 6   | 1,73 m | 27. Mai 1971  | Z        | Romanelli Florenz     |
| Slawka Ouzounowa-Dimitrowa                                                     | 8   | 1,84 m | 30. Juli 1971 | AA       | Zaon Athen            |
| Iliana Petkowa                                                                 | 18  | 1,90 m | 10. Nov. 1977 | MB       | ZSKA Sofia            |
| Vania Sokolowa                                                                 | 4   | 1,89 m | 22. Juni 1971 | MB       | Rapid Bukarest        |
| Radosveta Tenewa                                                               | 10  | 1,83 m | 21. Nov. 1980 | AA       | AIAS Evousmos         |
| Antonina Setowa                                                                | 5   | 1,89 m | 7. Sep. 1973  | U        | Volley Modena         |
| Trainer: Stefan Panchew, Bulgarien; Co-Trainer: Angel Koshedzhiyski, Bulgarien |     |        |               |          |                       |

### Deutschland
Die deutschen Frauen wurden vor dem Turnier als Mitfavorit gehandelt. Nachdem die Mannschaft im Vorjahr bei der Europameisterschaft noch in der Vorrunde ausgeschieden war, erreichte sie mit der dominanten Angreiferin Angelina Grün kurz vor dem Beginn der ersten Weltmeisterschaft im eigenen Land den dritten Platz beim World Grand Prix. Der Heimvorteil sollte ebenso zu einem guten Abschneiden verhelfen wie bei den Qualifikationsturnieren zu den Olympischen Spielen 1996 und 2000. Bei den bisherigen WM-Turnieren hatte die Auswahl der DDR mit zwei vierten Plätzen für die besten deutschen Resultate gesorgt. Als letzte Spielerinnen wurden Christina Benecke, Cornelia Dumler und Christin Guhr aus dem vorläufigen Kader gestrichen. Zuvor mussten bereits Hanka Pachale und Christina Schultz ihre Teilnahme wegen Verletzungen absagen.
| Name                                                                                                  | Nr. | Größe  | Geburtsdatum  | Position | Verein               |
| --- | --- | ------ | ------------- | -------- | -------------------- |
| Atika Bouagaa                                                                                         | 11  | 1,82 m | 22. Mai 1982  | AA       | USC Münster          |
| Béatrice Dömeland                                                                                     | 2   | 1,80 m | 4. Aug. 1973  | Z        | Dresdner SC          |
| Angelina Grün                                                                                         | 15  | 1,85 m | 2. Dez. 1979  | AA       | Volley Modena        |
| Tanja Hart                                                                                            | 3   | 1,76 m | 24. Jan. 1974 | Z        | SSV Ulm Aliud Pharma |
| Olessya Kulakova                                                                                      | 12  | 1,90 m | 31. Jan. 1977 | MB       | RC Cannes            |
| Jana Müller                                                                                           | 10  | 1,84 m | 24. Mai 1978  | AA       | Schweriner SC        |
| Kathy Radzuweit                                                                                       | 14  | 1,96 m | 2. März 1982  | MB       | Bayer 04 Leverkusen  |
| Sylvia Roll                                                                                           | 5   | 1,80 m | 29. Mai 1973  | AA       | Monte Schiavo Jesi   |
| Judith Sylvester                                                                                      | 16  | 1,93 m | 13. Okt. 1977 | D        | Bayer 04 Leverkusen  |
| Birgit Thumm                                                                                          | 17  | 1,84 m | 3. Juli 1980  | MB       | USC Münster          |
| Kerstin Tzscherlich                                                                                   | 4   | 1,79 m | 15. Feb. 1978 | L        | Dresdner SC          |
| Verena Veh                                                                                            | 18  | 1,93 m | 4. Nov. 1977  | MB       | SSV Ulm Aliud Pharma |
| Trainer: Lee Hee-wan, * 15. Januar 1956, Südkorea; Co-Trainer: Christian Zeyfang, * 1967, Deutschland |     |        |               |          |                      |

### Italien
Die italienische Auswahl wurde vor dem Turnier in Deutschland zum erweiterten Kreis der Favoriten gezählt. Mit dem fünften Rang bei der Weltmeisterschaft 1998 und dem Einzug ins Endspiel der Europameisterschaft 2001 näherte sich die Mannschaft um die Diagonalangreiferin Elisa Togut der Weltspitze. Zuvor war ein dritter Rang beim kontinentalen Turnier das beste Resultat, während es bei den anderen Wettbewerben nie zu mehr als Platz fünf gereicht hatte.
| Name                                                                                        | Nr. | Größe  | Geburtsdatum  | Position | Verein                |
| ------------------------------------------------------------------------------------------- | --- | ------ | ------------- | -------- | --------------------- |
| Sara Anzanello                                                                              | 5   | 1,93 m | 30. Juli 1980 | MB       | Asystel Volley Novara |
| Valentina Borrelli                                                                          | 15  | 1,90 m | 30. Okt. 1978 | AA       | Johnson Spezzano      |
| Paola Cardullo                                                                              | 17  | 1,62 m | 18. März 1982 | L        | Asystel Volley Novara |
| Manuela Leggeri                                                                             | 4   | 1,83 m | 9. Mai 1976   | MB       | Volley Modena         |
| Eleonora Lo Bianco                                                                          | 14  | 1,72 m | 22. Dez. 1979 | Z        | Starfin Ravenna       |
| Anna Vania Mello                                                                            | 16  | 1,83 m | 27. Feb. 1979 | MB       | Foppapedretti Bergamo |
| Darina Mifkova                                                                              | 11  | 1,85 m | 24. Mai 1974  | AA       | Minetti Vicenza       |
| Paola Paggi                                                                                 | 10  | 1,82 m | 6. Dez. 1976  | MB       | Minetti Vicenza       |
| Francesca Piccinini                                                                         | 12  | 1,80 m | 10. Jan. 1979 | AA       | Foppapedretti Bergamo |
| Simona Rinieri                                                                              | 2   | 1,88 m | 1. Sep. 1977  | AA       | Starfin Ravenna       |
| Rachele Sangiuliano                                                                         | 13  | 1,82 m | 23. Juni 1981 | Z        | Icot Volley Forlì     |
| Elisa Togut                                                                                 | 3   | 1,92 m | 14. Mai 1978  | D        | Minetti Vicenza       |
| Trainer: Marco Bonitta, * 5. September 1963, Italien; Co-Trainer: Marco Mencarelli, Italien |     |        |               |          |                       |

### Japan
Gemeinsam mit der Sowjetunion dominierten die Japanerinnen in den 1960er und 1970er Jahren die Weltmeisterschaften und Olympischen Spiele. In den folgenden Jahrzehnten übernahmen jedoch China und Südkorea die führenden Rollen bei der Asienmeisterschaft, so dass ein neuer Erfolg des japanischen Teams in Deutschland unwahrscheinlich war.
| Name                                                                                     | Nr. | Größe  | Geburtsdatum  | Position | Verein          |
| ---------------------------------------------------------------------------------------- | --- | ------ | ------------- | -------- | --------------- |
| Makiko Horai                                                                             | 12  | 1,87 m | 6. Jan. 1979  | AA       | JT Marvelous    |
| Sachiko Kodama                                                                           | 9   | 1,71 m | 15. Sep. 1978 | Z        | Toray Arrows    |
| Chikako Kumamae                                                                          | 2   | 1,80 m | 11. Apr. 1974 | AA       | Toray Arrows    |
| Hisako Mukai                                                                             | 8   | 1,77 m | 1. März 1978  | AA       | Toray Arrows    |
| Kanako Naito                                                                             | 3   | 1,82 m | 4. Nov. 1984  | MB       | Takefuji Bamboo |
| Minako Onuki                                                                             | 1   | 1,73 m | 15. Okt. 1972 | AA       | NEC Red Rockets |
| Ai Otomo-Yamamoto                                                                        | 15  | 1,83 m | 24. März 1982 | MB       | NEC Red Rockets |
| Kana Oyama                                                                               | 7   | 1,87 m | 19. Juni 1984 | AA       | Seitoku Gakuen  |
| Yūko Sano                                                                                | 13  | 1,58 m | 26. Juli 1979 | L        | Toray Arrows    |
| Sachiko Sugiyama                                                                         | 14  | 1,83 m | 19. Okt. 1979 | MB       | NEC Red Rockets |
| Miyuki Takahashi                                                                         | 11  | 1,70 m | 25. Dez. 1978 | AA       | NEC Red Rockets |
| Shinako Tanaka                                                                           | 5   | 1,72 m | 28. Juli 1975 | AA       | NEC Red Rockets |
| Trainer: Masahiro Yoshikawa, * 21. Januar 1963, Japan; Co-Trainer: Akinori Yamada, Japan |     |        |               |          |                 |

### Mexiko
Die Mexikanerinnen feierten ihre bislang größten Erfolge um 1970, als sie als Olympia-Gastgeber Siebter und anschließend bei ihrer ersten Weltmeisterschaft Zehnter wurden. Außerdem gab es in dieser Zeit zwei Titel bei der NORCECA-Meisterschaft. Bei ihrer fünften Teilnahme an einer Weltmeisterschaft zählte Mexiko beim Turnier in Deutschland zu den Außenseitern.
| Name                                                                       | Nr. | Größe  | Geburtsdatum  | Position | Verein                 |
| -------------------------------------------------------------------------- | --- | ------ | ------------- | -------- | ---------------------- |
| Selena Barajas                                                             | 4   | 1,82 m | 22. Jan. 1982 | Z        | UANL Tigres            |
| Bibiana Candelas                                                           | 10  | 1,94 m | 2. Dez. 1983  | MB       | Coahuila               |
| Blanca Chan                                                                | 11  | 1,82 m | 26. Juli 1981 | AA       | Sinaloa                |
| Celida Cordova                                                             | 3   | 1,74 m | 1. Aug. 1980  | L        | Monterrey              |
| Yendy Cortinas                                                             | 1   | 1,85 m | 4. Juli 1972  | U        | Club Voleibol Benidorm |
| Paola Estrada                                                              | 17  | 1,71 m | 10. Feb. 1975 | L        | Distrito Federal       |
| Marion Frias                                                               | 15  | 1,90 m | 15. Jan. 1982 | MB       | Distrito Federal       |
| Marcia Gonzalez                                                            | 8   | 1,74 m | 10. Feb. 1975 | Z        | UNAM                   |
| Mariana Lopez                                                              | 13  | 1,78 m | 30. Aug. 1985 | Z        | Distrito Federal       |
| Kenia Olvera                                                               | 5   | 1,85 m | 6. Mai 1975   | MB       | UNAM                   |
| Claudia Rodriguez                                                          | 12  | 1,90 m | 10. Aug. 1980 | MB       | UNAM                   |
| Migdalel Ruiz                                                              | 6   | 1,80 m | 3. März 1983  | AA       | Guanajuato             |
| Trainer: Sergio Hernández Herrera, Mexiko; Co-Trainer: Jorge Azair, Mexiko |     |        |               |          |                        |

### Tschechien
Im Gegensatz zu ihren Vorgängerinnen aus der Tschechoslowakei, die gemeinsam mit der Sowjetunion den europäischen Volleyball dominierten, konnten die tschechischen Frauen seit der Unabhängigkeit keine Erfolge mehr feiern. Außerdem standen einige Spielerinnen aus dem WM-Kader des neuen Trainers Mitac bei der Weltmeisterschaft in Deutschland vor dem Ende ihrer Karriere.
| Name                                                                          | Nr. | Größe  | Geburtsdatum  | Position | Verein               |
| ----------------------------------------------------------------------------- | --- | ------ | ------------- | -------- | -------------------- |
| Katerina Buckova                                                              | 8   | 1,90 m | 28. Apr. 1978 | MB       | RC Cannes            |
| Lenka Felbabová                                                               | 14  | 1,73 m | 18. Apr. 1978 | L        | PVK Olymp Prag       |
| Jana Havlova                                                                  | 11  | 1,80 m | 27. Mai 1978  | AA       | PVK Olymp Prag       |
| Helena Horka                                                                  | 2   | 1,88 m | 15. Juni 1981 | AA       | VK Královo Pole Brno |
| Katerina Jenckova                                                             | 9   | 1,86 m | 18. Mai 1971  | AA       | PSG Athen            |
| Jana Kalcikova                                                                | 17  | 1,92 m | 22. Jan. 1980 | MB       | PVK Olymp Prag       |
| Petra Novotná                                                                 | 12  | 1,87 m | 10. Apr. 1981 | U        | PVK Olymp Prag       |
| Marcela Ritschelova                                                           | 7   | 1,92 m | 9. Okt. 1972  | MB       | Pallavolo Palermo    |
| Jana Senkova                                                                  | 15  | 1,82 m | 11. Juli 1982 | U        | SK UP Olomouc        |
| Jana Šimánková                                                                | 5   | 1,79 m | 6. Apr. 1980  | Z        | VK Královo Pole Brno |
| Milada Spalova                                                                | 4   | 1,89 m | 16. Nov. 1979 | MB       | SK UP Olomouc        |
| Eva Štěpánčíková                                                              | 6   | 1,80 m | 11. Dez. 1972 | Z        | Pallavolo Palermo    |
| Trainer: Stanislav Mitac, Tschechien; Co-Trainer: David Zahradnik, Tschechien |     |        |               |          |                      |

## Gruppe B

### Ägypten
Die ägyptische Mannschaft existiert wegen eines Boykotts erst seit 1970. In Deutschland spielt der zweimalige Afrikameister zum zweiten Mal bei einer Weltmeisterschaft, nachdem Ägypten 1990 den 16. Platz belegt hatte. Die Angreiferin Tahani Tosson gilt als beste Spielerin ihres Kontinents.
| Name                                                                | Nr. | Größe  | Geburtsdatum  | Position | Verein              |
| ------------------------------------------------------------------- | --- | ------ | ------------- | -------- | ------------------- |
| Miral Abdelkader                                                    | 4   | 1,78 m | 16. Nov. 1983 | Z        | al Ahly Kairo       |
| Mona Badawy                                                         | 16  | 1,82 m | 16. Jan. 1982 | AA       | al Ahly Kairo       |
| Samar Ebeid                                                         | 6   | 1,80 m | 17. Okt. 1985 | MB       | El Shams Kairo      |
| Nouran Elmagghauri                                                  | 14  | 1,75 m | 30. Sep. 1985 | AA       | al Ahly Kairo       |
| Rasha Elsayed                                                       | 7   | 1,74 m | 4. Feb. 1981  | L        | al Zamalek SC       |
| Amina Fouad                                                         | 3   | 1,86 m | 10. Apr. 1980 | MB       | al Ahly Kairo       |
| Nagwa Fouad                                                         | 5   | 1,72 m | 12. Aug. 1983 | MB       | Sporting Alexandria |
| Ingy Hamdy                                                          | 10  | 1,76 m | 6. Juni 1986  | MB       | El Shams Kairo      |
| Heba Rabie                                                          | 13  | 1,73 m | 14. Feb. 1983 | MB       | al Ahly Kairo       |
| Sherihan Sameh                                                      | 1   | 1,81 m | 25. Sep. 1986 | AA       | al Ahly Kairo       |
| Sara Talaat                                                         | 12  | 1,70 m | 1. Sep. 1982  | L        | al Ahly Kairo       |
| Tahani Tosson                                                       | 11  | 1,77 m | 22. Sep. 1971 | AA       | al Ahly Kairo       |
| Trainer: Hesham Badrawy, Ägypten; Co-Trainer: Atef Hussein, Ägypten |     |        |               |          |                     |

### Kanada
Die kanadischen Frauen kehrten zwölf Jahre nach ihrer fünften WM-Teilnahme 1990 zurück zum globalen Turnier. Bisher kamen sie nie über zweistellige Platzierungen hinaus und bei der NORCECA-Meisterschaft fehlten sie ausgerechnet im Jahr vor der Weltmeisterschaft.
| Name                                                              | Nr. | Größe  | Geburtsdatum  | Position | Verein                   |
| ----------------------------------------------------------------- | --- | ------ | ------------- | -------- | ------------------------ |
| Barb Bellini                                                      | 7   | 1,85 m | 14. März 1977 | AA       | Criollas de Caguas       |
| Kimberly Exner                                                    | 8   | 1,86 m | 16. Juli 1977 | AA       | Nationalmannschaft       |
| Janis Kelly                                                       | 16  | 1,75 m | 20. März 1971 | AA       | DAM La Rochette          |
| Krista Lee Kinsman                                                | 5   | 1,86 m | 2. Jan. 1978  | AA       | Nationalmannschaft       |
| Anne-Marie Lemieux                                                | 6   | 1,78 m | 23. Juli 1976 | Z        | Nationalmannschaft       |
| Annie Levesque                                                    | 15  | 1,64 m | 9. Sep. 1979  | L        | Université de Sherbrooke |
| Rae-Anne Mitchell                                                 | 13  | 1,88 m | 18. März 1973 | MB       | St. Cloud Suresnes       |
| Miroslava Pribylova                                               | 9   | 1,78 m | 15. Aug. 1970 | Z        | SSV Ulm Aliud Pharma     |
| Jennifer Rauh                                                     | 11  | 1,82 m | 1. Juli 1971  | AA       | Herentals VBC            |
| Melissa Raymond                                                   | 14  | 1,87 m | 27. Aug. 1980 | MB       | Université de Sherbrooke |
| Joanne Ross                                                       | 10  | 1,96 m | 1. Nov. 1977  | MB       | Nationalmannschaft       |
| Amy Nicole Tutt                                                   | 3   | 1,82 m | 25. Apr. 1976 | AA       | Club Voleibol Benidorm   |
| Trainer: Lorne Sawula, Kanada; Co-Trainer: Naoki Miyashita, Japan |     |        |               |          |                          |

### Kuba
Das kubanische Team trat bei der Weltmeisterschaft in Deutschland als Titelverteidiger an. Mit zwei WM-Titeln, drei olympischen Goldmedaillen und zahlreichen Erfolgen im World Cup und Grand Prix hatten die Kubanerinnen die vergangenen zehn Jahre dominiert. Beim Grand Prix 2002 reichte es jedoch nur zum siebten Rang. Regla Torres, die als beste Spielerin des 20. Jahrhunderts ausgezeichnete Mittelblockerin, sollte Kuba wieder zum Sieg verhelfen. Die 16-jährigen Nancy Carrillo und Yanelis Santos Allegne gehörten zu den jüngsten Spielerinnen des Turniers.
| Name                                                                         | Nr. | Größe  | Geburtsdatum  | Position | Verein                     |
| ---------------------------------------------------------------------------- | --- | ------ | ------------- | -------- | -------------------------- |
| Zoila Barros Fernández                                                       | 18  | 1,88 m | 6. Aug. 1979  | MB       | Ciudad Deportiva La Habana |
| Rosir Calderón Díaz                                                          | 12  | 1,91 m | 28. Dez. 1984 | AA       | Ciudad Deportiva La Habana |
| Nancy Carrillo                                                               | 3   | 1,90 m | 11. Jan. 1986 | MB       | Ciudad Deportiva La Habana |
| Liana Mesa Luaces                                                            | 11  | 1,79 m | 26. Dez. 1977 | AA       | Camagüey                   |
| Indira Mestre Baro                                                           | 9   | 1,83 m | 21. Apr. 1979 | AA       | Ciudad Deportiva La Habana |
| Anniara Muñoz Carrazana                                                      | 13  | 1,80 m | 24. Jan. 1980 | U        | Cienfuegos                 |
| Yoslan Muñoz García                                                          | 7   | 1,83 m | 19. Feb. 1980 |          | Ciudad Deportiva La Habana |
| Yaima Ortiz Charro                                                           | 8   | 1,79 m | 9. Nov. 1981  | L        | Ciudad Deportiva La Habana |
| Yumilka Ruiz                                                                 | 1   | 1,79 m | 8. Mai 1978   | AA       | Camagüey                   |
| Marta Sánchez Salfran                                                        | 17  | 1,82 m | 17. Mai 1973  | AA       | Holguín                    |
| Yanelis Santos Allegne                                                       | 2   | 1,83 m | 30. März 1986 | D        | Ciego de Ávila             |
| Regla Torres                                                                 | 10  | 1,91 m | 12. Feb. 1975 | MB       | Ciudad Deportiva La Habana |
| Trainer: Luis Felipe Calderón, Kuba; Co-Trainer: Eugenio George Lafita, Kuba |     |        |               |          |                            |

### Niederlande
Die niederländische Mannschaft erreichte 1990 erstmals die Top 10 einer Weltmeisterschaft und war seitdem immer qualifiziert. Zu einer Medaille reichte es für den Europameister 1995 und Olympia-Fünften 1996 bei globalen Turnieren noch nicht.
| Name | Nr. | Größe  | Geburtsdatum  | Position | Verein                  |
| --- | --- | ------ | ------------- | -------- | ----------------------- |
| Alice Blom                                                                                               | 8   | 1,78 m | 7. Apr. 1980  | U        | Arke Pollux Oldenzaal   |
| Irina Donets                                                                                             | 10  | 1,86 m | 20. Aug. 1976 | MB       | Starfin Ravenna         |
| Riëtte Fledderus                                                                                         | 14  | 1,68 m | 18. Okt. 1977 | Z        | Monte Schiavo Jesi      |
| Manon Flier                                                                                              | 12  | 1,90 m | 8. Feb. 1984  | AA       | Arke Pollux Oldenzaal   |
| Ruth Heerschap                                                                                           | 11  | 1,91 m | 6. Jan. 1978  | MB       | AMVJ Amstelveen         |
| Francien Huurman                                                                                         | 3   | 1,92 m | 18. Apr. 1975 | MB       | Famila Imola            |
| Elles Leferink                                                                                           | 6   | 1,76 m | 14. Nov. 1976 | AA       | SSV Ulm Aliud Pharma    |
| Maureen Staal                                                                                            | 17  | 1,88 m | 30. Sep. 1982 | AA       | Vanilla VC Weert        |
| Kim Staelens                                                                                             | 1   | 1,82 m | 7. Jan. 1982  | Z        | USSP Albi Volley-Ball   |
| Janneke van Tienen                                                                                       | 5   | 1,72 m | 29. Mai 1979  | L        | Vanilla VC Weert        |
| Ingrid Visser                                                                                            | 15  | 1,88 m | 4. Juni 1977  | MB       | Hotel Cantur Las Palmas |
| Elke Wijnhoven                                                                                           | 7   | 1,68 m | 3. Jan. 1981  | L        | Minetti Vicenza         |
| Trainer: Angelo Frigoni, * 17. März 1954, Italien; Co-Trainer: Han Abbing, * 7. Januar 1961, Niederlande |     |        |               |          |                         |

### Rumänien
Das rumänische Team, das seine beste Zeit in den 1950er und 1960er Jahren hatte, konnte in den vergangenen Jahrzehnten keine bemerkenswerten Erfolge mehr feiern. In Deutschland war Rumänien zum ersten Mal seit 1994 wieder bei einer Weltmeisterschaft dabei.
| Name                                                                                     | Nr. | Größe  | Geburtsdatum  | Position | Verein                 |
| ---------------------------------------------------------------------------------------- | --- | ------ | ------------- | -------- | ---------------------- |
| Alina-Speranta Albu                                                                      | 16  | 1,86 m | 6. Sep. 1983  | MB       | Dinamo Bukarest        |
| Elena Butnaru                                                                            | 2   | 1,83 m | 27. Apr. 1975 | MB       | Pallavolo Palermo      |
| Maria-Eugenia Chivorchian                                                                | 12  | 1,81 m | 27. Aug. 1982 | U        | Amici Bacău            |
| Andreea-Florina Constantinescu                                                           | 9   | 1,81 m | 14. Juni 1977 |          | VC Unic Piatra Neamţ   |
| Mirela Corjeutanu                                                                        | 10  | 1,90 m | 6. Juli 1977  | U        | Futura Volley Sanarate |
| Carmen-Alida Marcovici                                                                   | 5   | 1,90 m | 20. März 1973 | MB       | Boavista Porto         |
| Florentina Nedelcu                                                                       | 17  | 1,77 m | 26. März 1976 | AA       | VC Unic Piatra Neamţ   |
| Cristina-Lucretia Parv                                                                   | 11  | 1,81 m | 29. Juni 1972 | AA       | Minas Tênis Clube      |
| Anca Popescu                                                                             | 15  | 1,82 m | 21. Feb. 1976 | MB       | TV Fischbek            |
| Nicoleta Tolisteanu                                                                      | 18  | 1,75 m | 3. Dez. 1980  | L        | Amici Bacău            |
| Luminita-Gabriela Trombitas                                                              | 3   | 1,82 m | 5. Juli 1971  | Z        | Petrarca Padua         |
| Carmen Turlea                                                                            | 1   | 1,83 m | 18. Nov. 1975 | D        | Foppapedretti Bergamo  |
| Trainer: Costinel Stan, * 25. Oktober 1953, Rumänien; Co-Trainer: Aurel Cazacu, Rumänien |     |        |               |          |                        |

### Südkorea
Die südkoreanische Mannschaft kam als zweitbester Vertreter des Kontinents hinter China zur Weltmeisterschaft. Seit 1974 konnten sich die Asiatinnen für jede WM-Endrunde und die meisten olympischen Turniere qualifizieren. Zuletzt kamen sie allerdings nicht mehr über den sechsten Rang hinaus.
| Name                                                               | Nr. | Größe  | Geburtsdatum  | Position | Verein                             |
| ------------------------------------------------------------------ | --- | ------ | ------------- | -------- | ---------------------------------- |
| Chang So-yun                                                       | 15  | 1,84 m | 11. Nov. 1974 | MB       | Cheonan Hyundai Capital Skywalkers |
| Choi Kwang-hee                                                     | 6   | 1,74 m | 25. Mai 1974  | AA       | Korea Tobacco & Ginseng            |
| Chung Sun-hye                                                      | 9   | 1,74 m | 17. Dez. 1975 | MB       | LG Caltex Oil                      |
| Han Yoo-mi                                                         | 17  | 1,79 m | 5. Feb. 1982  | AA       | Cheonan Hyundai Capital Skywalkers |
| Jung Dae-young                                                     | 16  | 1,83 m | 12. Aug. 1981 | MB       | Cheonan Hyundai Capital Skywalkers |
| Kang Hye-mi                                                        | 3   | 1,72 m | 27. Apr. 1974 | Z        | Cheonan Hyundai Capital Skywalkers |
| Kim Mi-jin                                                         | 13  | 1,82 m | 22. Juli 1979 | MB       | Korea Highway Corp                 |
| Kim Sa-nee                                                         | 5   | 1,80 m | 21. Juni 1981 | Z        | Korea Highway Corp                 |
| Koo Ki-lan                                                         | 8   | 1,70 m | 10. März 1977 | L        | Heungkuk Life Insurance            |
| Ku Min-jung                                                        | 4   | 1,82 m | 25. Aug. 1973 | AA       | Cheonan Hyundai Capital Skywalkers |
| Lee Meong-hee                                                      | 11  | 1,75 m | 7. Apr. 1978  | AA       | Cheonan Hyundai Capital Skywalkers |
| Park Mee-kyung                                                     | 7   | 1,81 m | 13. Mai 1975  | AA       | Korea Highway Corp                 |
| Trainer: Ryu Hoa-suk, Südkorea; Co-Trainer: Eo Chang-sun, Südkorea |     |        |               |          |                                    |

## Gruppe C

### Argentinien
Die argentinischen Frauen kamen als aktueller Vizemeister Südamerikas nach Deutschland. Ihre letzten beiden Auftritte bei Weltmeisterschaften endeten jedoch mit zweistelligen Platzierungen und auch 2002 wurden dem Team des italienischen Trainers Cuello in einer Gruppe mit Russland und den USA nur geringe Chancen eingeräumt.
| Name                                                                        | Nr. | Größe  | Geburtsdatum  | Position | Verein                        |
| --------------------------------------------------------------------------- | --- | ------ | ------------- | -------- | ----------------------------- |
| Mirna Eugenia Ansaldi                                                       | 14  | 1,85 m | 10. Juli 1977 | AA       | Gimnasia y Esgrima de Rosario |
| Julietta Borghi                                                             | 10  | 1,90 m | 6. Mai 1982   | MB       | Banco Nación                  |
| Natalia Brussa                                                              | 8   | 1,85 m | 13. Feb. 1985 | MB       | Central San Carlos            |
| Mariana Conde                                                               | 3   | 1,83 m | 23. Juli 1973 | AA       | Volley 2000 Spezzano          |
| Carolina Costagrande                                                        | 2   | 1,87 m | 15. Okt. 1980 | AA       | Monte Schiavo Jesi            |
| Celina Crusoe                                                               | 1   | 1,74 m | 22. Sep. 1974 | Z        | Pallavolo Reggio Emilia       |
| Romina Lamas                                                                | 4   | 1,85 m | 29. Aug. 1978 | Z        | CV Teneriffa                  |
| Ivana Eloisa Müller                                                         | 6   | 1,85 m | 7. März 1974  | MB       | Banco Nación                  |
| Georgina Pinedo                                                             | 16  | 1,76 m | 30. Mai 1981  | AA       | Boca Juniors                  |
| Marianela Robinet                                                           | 12  | 1,70 m | 24. Nov. 1983 | AA       | Central San Carlos            |
| Maria Laura Vicente                                                         | 7   | 1,72 m | 25. Nov. 1977 | AA       | DAM La Rochette               |
| Micaela Vogel                                                               | 5   | 1,85 m | 12. Jan. 1984 | MB       | GEBA                          |
| Trainer: Claudio Cuello, Italien; Co-Trainer: Alejandro Grossi, Argentinien |     |        |               |          |                               |

### Dominikanische Republik
Die dominikanische Mannschaft nahm zum vierten Mal an einer Weltmeisterschaft teil. Vier Jahre zuvor hatten die Spielerinnen aus der Karibik mit dem elften Rang ihr bestes Ergebnis erzielt und in Deutschland sollte ein kubanischer Trainer die Frauen um die herausragende Mittelblockerin Nurys Arias Doñe zum Erfolg führen. Die 15-jährige Karla Echenique Quiñones war die jüngste Teilnehmerin dieser Weltmeisterschaft.
| Name | Nr. | Größe  | Geburtsdatum  | Position | Verein             |
| --- | --- | ------ | ------------- | -------- | ------------------ |
| Nurys Arias Doñe | 9   | 1,92 m | 20. Mai 1978  | AA       | CDC Mirador        |
| Yudelkys Bautista | 3   | 1,93 m | 5. Dez. 1977  | MB       | CDC Mirador        |
| Milagros Cabral | 10  | 1,85 m | 17. Okt. 1978 | AA       | Los Cachorros      |
| Evelyn Carrera Pichardo | 5   | 1,82 m | 5. Okt. 1971  | L        | Los Prados         |
| Francisca Duarte | 13  | 1,88 m | 4. Nov. 1979  | U        | CDC Mirador        |
| Karla Echenique Quiñones | 18  | 1,79 m | 16. Mai 1987  | Z        | Deportivo Nacional |
| Francia Jackson Cabrera | 12  | 1,68 m | 8. Nov. 1975  | Z        | CDC Mirador        |
| Kenia Moreta Perez | 16  | 1,93 m | 4. Juli 1984  | U        | CDC Mirador        |
| Yndys Novas | 8   | 1,86 m | 7. Nov. 1977  | AA       | CDC Mirador        |
| Cosiri Rodriguez Andino | 15  | 1,90 m | 30. Aug. 1977 | U        | San Cristobal      |
| Lucy Suazo Perez | 6   | 1,73 m | 16. Aug. 1981 | U        | Los Cachorros      |
| Annerys Vargas | 7   | 1,94 m | 7. Aug. 1982  | MB       | Modeca             |
| Trainer: Jorge Pérez Vento, * 28. September 1947, Kuba; Co-Trainer: Wilson Sanchez, * 1. Juli 1977, Dominikanische Republik |     |        |               |          |                    |

### Kenia
Die Auswahl Kenias konnte sich zum dritten Mal in Folge für eine Weltmeisterschaft qualifizierten. Bei den vorherigen Turnieren belegte die erfolgreichste afrikanische Mannschaft der 1990er Jahre jeweils Platz 13 und bei den Olympischen Spielen 2000 in Sydney reichte es zum elften Rang. Herausragende Spielerin Kenias war die Angreiferin Violet Barasa.
| Name                                                          | Nr. | Größe  | Geburtsdatum  | Position | Verein                |
| ------------------------------------------------------------- | --- | ------ | ------------- | -------- | --------------------- |
| Violet Barasa                                                 | 14  | 1,75 m | 21. Juni 1975 | AA       | Vileo                 |
| Lucy Chege                                                    | 7   | 1,69 m | 15. Nov. 1976 | MB       | Kenya Pipeline        |
| Leonidas Kamende                                              | 13  | 1,82 m | 28. Aug. 1979 | AA       | Kenya Pipeline        |
| Abigael Kipkemboi                                             | 5   | 1,76 m | 26. Aug. 1981 | MB       | Kenya Pipeline        |
| Rodah Lyali                                                   | 3   | 1,66 m | 12. Sep. 1984 | Z        | Kenya Pipeline        |
| Margaret Mukoya                                               | 2   | 1,53 m | 28. Aug. 1973 | MB       | Telkom Kenya          |
| Dorcas Nakhomicha                                             | 9   | 1,73 m | 31. März 1971 | AA       | Telkom Kenya          |
| Philister Sang                                                | 1   | 1,85 m | 12. Sep. 1984 | AA       | Kenya Pipeline        |
| Salome Wanjala                                                | 10  | 1,69 m | 20. Apr. 1985 | AA       | Kenya Commercial Bank |
| Catherine Wanjiru                                             | 6   | 1,78 m | 7. Aug. 1978  | AA       | Kenya Pipeline        |
| Nancy Waswa                                                   | 16  | 1,73 m | 28. Dez. 1971 | AA       | Telkom Kenya          |
| Mercy Wesutila                                                | 17  | 1,53 m | 8. März 1976  | L        | Kenya Pipeline        |
| Trainer: Gilbert Ohanya, Kenia; Co-Trainer: Paul Gitau, Kenia |     |        |               |          |                       |

### Puerto Rico
Die puerto-ricanische Mannschaft konnte bis zur Weltmeisterschaft 2002 keine vorderen Platzierungen bei großen internationalen Wettbewerben aufweisen. Ihre beiden bisherigen WM-Teilnahmen endeten 1974 auf Rang 22 und acht Jahre später auf dem 17. Platz. Bei der NORCECA-Meisterschaft wurde Puerto Rico zweimal Vierter. Prominenteste Spielerin ist die Angreiferin Yarleen Santiago.
| Name                                                                          | Nr. | Größe  | Geburtsdatum  | Position | Verein               |
| ----------------------------------------------------------------------------- | --- | ------ | ------------- | -------- | -------------------- |
| Dariam Acevedo                                                                | 13  | 1,68 m | 15. Dez. 1984 | AA       | Chicas de San Juan   |
| Aurea Cruz                                                                    | 9   | 1,83 m | 10. Jan. 1982 | AA       | Llaneras de Toa Baja |
| Eva Cruz                                                                      | 8   | 1,83 m | 22. Jan. 1974 | AA       | Mets de Guaynabo     |
| Jetzabel del Valle                                                            | 18  | 1,85 m | 19. Dez. 1979 | MB       | Criollas de Caguas   |
| Tatiana Encarnación                                                           | 2   | 1,83 m | 28. Juli 1985 | AA       | Criollas de Caguas   |
| Lourdes Isern                                                                 | 1   | 1,68 m | 15. Sep. 1978 | L        | Vaqueras de Bayamón  |
| Dolly Melendez                                                                | 7   | 1,78 m | 16. Apr. 1984 | U        | Criollas de Caguas   |
| Vilmarie Mojica                                                               | 3   | 1,78 m | 13. Aug. 1985 | Z        | Pinkin de Corozal    |
| Xiomara Molero                                                                | 12  | 1,73 m | 23. Apr. 1971 | Z        | Criollas de Caguas   |
| Karina Ocasio                                                                 | 11  | 1,88 m | 1. Aug. 1985  | MB       | Mets de Guaynabo     |
| Sheila Ocasio                                                                 | 17  | 1,91 m | 17. Nov. 1982 | MB       | Mets de Guaynabo     |
| Yarleen Santiago                                                              | 6   | 1,83 m | 18. Jan. 1978 | AA       | Gigantes de Carolina |
| Trainer: David Alemán, Puerto Rico; Co-Trainer: Saturnino Angulo, Puerto Rico |     |        |               |          |                      |

### Russland
Mit fünf WM-Titeln, vier olympischen Goldmedaillen und 17 Triumphen bei Europameisterschaften erlangten die sowjetischen und russischen Frauen eine führende Position im Volleyball. Im Jahr 2002 zeigte die aktuelle Mannschaft mit Turniersiegen beim Masters in Montreux und beim Grand Prix, dass sie auch bei der Weltmeisterschaft in Deutschland an die Erfolge der Vergangenheit anknüpfen wollte. Eine zentrale Rolle im Team des renommierten Trainers Nikolai Karpol spielte dabei die über zwei Meter große Jekaterina Gamowa.
| Name | Nr. | Größe  | Geburtsdatum  | Position | Verein              |
| --- | --- | ------ | ------------- | -------- | ------------------- |
| Jewgenija Wiktorowna Artamonowa                                                                                        | 8   | 1,90 m | 17. Juli 1975 | AA       | VK Uralotschka-NTMK |
| Anastassija Alexandrowna Belikowa                                                                                      | 3   | 1,90 m | 22. Juli 1979 | U        | VK Uralotschka-NTMK |
| Jekaterina Alexandrowna Gamowa                                                                                         | 11  | 2,05 m | 17. Okt. 1980 | U        | VK Uralotschka-NTMK |
| Jelena Michailowna Godina                                                                                              | 6   | 1,92 m | 17. Sep. 1977 | AA       | VK Uralotschka-NTMK |
| Tatjana Gorschkowa | 1   | 1,98 m | 8. März 1981  | AA       | VK Uralotschka-NTMK |
| Anschela Gurijewa | 15  | 1,95 m | 2. Sep. 1980  | U        | VK Uralotschka-NTMK |
| Tatjana Alexandrowna Gratschowa                                                                                        | 12  | 1,80 m | 23. Feb. 1973 | Z        | VK Uralotschka-NTMK |
| Jelena Michailowna Plotnikowa                                                                                          | 14  | 1,85 m | 26. Juli 1978 | U        | VK Uralotschka-NTMK |
| Natalja Andrejewna Safronowa                                                                                           | 7   | 1,88 m | 6. Feb. 1979  | U        | VK Uralotschka-NTMK |
| Olga Wiktorowna Tschukanowa                                                                                            | 17  | 1,81 m | 9. Juni 1980  | U        | VK Uralotschka-NTMK |
| Jelisaweta Iwanowna Tischtschenko                                                                                      | 9   | 1,90 m | 7. Feb. 1975  | MB       | VK Uralotschka-NTMK |
| Jelena Nikolajewna Tjurina                                                                                             | 4   | 1,84 m | 12. Apr. 1971 | L        | VK Uralotschka-NTMK |
| Trainer: Nikolai Wassiljewitsch Karpol, * 1. Mai 1938, Russland; Co-Trainerin: Walentina Witaljewna Ogijenko, Russland |     |        |               |          |                     |

### Vereinigte Staaten
Das Team der USA reiste als amtierender NORCECA-Meister nach Deutschland. Kurz zuvor war der Plan, den Titelgewinn des Jahres 2001 beim Grand Prix 2002 zu verteidigen, mit Rang sechs misslungen. Dennoch zählten die Amerikanerinnen, die bei vergangenen Weltmeisterschaften und Olympischen Spielen mit Silber und Bronze mehrfach knapp den Sieg verpasst hatten, mit Mittelblockerin Danielle Scott zum Kreis der Favoriten. Tara Cross-Battle und Prikeba Phipps waren die ältesten Spielerinnen bei dieser Weltmeisterschaft.
| Name                                                                                            | Nr. | Größe  | Geburtsdatum  | Position | Verein                |
| ----------------------------------------------------------------------------------------------- | --- | ------ | ------------- | -------- | --------------------- |
| Elisabeth Bachman                                                                               | 6   | 1,93 m | 7. Nov. 1978  | MB       | Minnesota Chill       |
| Heather Bown                                                                                    | 7   | 1,88 m | 29. Nov. 1978 | MB       | Olympia Teodora       |
| Tara Cross-Battle                                                                               | 13  | 1,80 m | 16. Sep. 1968 | AA       | Foppapedretti Bergamo |
| Elizabeth Fitzgerald                                                                            | 8   | 1,83 m | 15. Juli 1980 | Z        | Nationalmannschaft    |
| Jennifer Flynn                                                                                  | 12  | 1,75 m | 26. Juli 1978 | Z        | Nationalmannschaft    |
| Tayyiba Haneef                                                                                  | 3   | 2,01 m | 23. März 1979 | MB       | Nationalmannschaft    |
| Nancy Metcalf                                                                                   | 18  | 1,86 m | 12. Nov. 1978 | AA       | Indias de Mayaguez    |
| Sarah Noriega                                                                                   | 16  | 1,87 m | 24. Apr. 1976 | AA       | Romanelli Florenz     |
| Prikeba Phipps                                                                                  | 1   | 1,90 m | 30. Juni 1969 | AA       | Foppapedretti Bergamo |
| Danielle Scott                                                                                  | 2   | 1,88 m | 1. Okt. 1972  | MB       | Pioneer Red Wings     |
| Stacy Sykora                                                                                    | 5   | 1,76 m | 24. Juni 1977 | L        | Olympia Teodora       |
| Logan Tom                                                                                       | 15  | 1,86 m | 25. Mai 1981  | AA       | Stanford University   |
| Trainer: Toshiaki Yoshida, Japan; Co-Trainer: Kevin Hambly, * 12. März 1973, Vereinigte Staaten |     |        |               |          |                       |

## Gruppe D

### Australien
Das australische Team gehörte zu den unerfahrensten Teilnehmern der Weltmeisterschaft 2002. Zwanzig Jahre zuvor war Australien zum bislang einzigen Mal beim globalen Turnier dabei und die sonstige Erfahrung im internationalen Wettbewerb beschränkte sich auf das olympische Turnier 2000 im eigenen Land.
| Name                                                                     | Nr. | Größe  | Geburtsdatum  | Position | Verein                           |
| ------------------------------------------------------------------------ | --- | ------ | ------------- | -------- | -------------------------------- |
| Tamsin Barnett                                                           | 11  | 1,93 m | 10. März 1980 | AA       | Schweriner SC                    |
| Louise Bawden                                                            | 14  | 1,83 m | 7. Aug. 1981  | Z        | AMVJ Amstelveen                  |
| Sandra Bowen                                                             | 8   | 1,80 m | 12. Feb. 1976 | AA       | Monbulk VC                       |
| Majella Brown                                                            | 3   | 1,87 m | 2. Feb. 1980  | U        | CAV Murcia                       |
| Jennifer Hiller                                                          | 6   | 1,69 m | 12. Feb. 1979 | L        | Monash University                |
| Tolotear Lealamanua                                                      | 9   | 1,86 m | 21. März 1983 | MB       | University of Technology, Sydney |
| Adrienne Marie                                                           | 1   | 1,82 m | 20. Nov. 1972 | AA       | University of Technology, Sydney |
| Anna Maycock                                                             | 4   | 1,82 m | 24. Aug. 1982 | Z        | Mount Lofty                      |
| Christie Mokotupu                                                        | 7   | 1,83 m | 10. Mai 1983  | AA       | Petrarca Padua                   |
| Rowena Morgan                                                            | 13  | 1,74 m | 2. Juni 1981  | L        | University of Technology, Sydney |
| Eileen Romanowski                                                        | 16  | 1,83 m | 3. Jan. 1984  | AA       | Mount Lofty                      |
| Priscilla Ruddle                                                         | 12  | 1,83 m | 12. Juli 1976 | MB       | Monash University                |
| Trainer: Mark Barnard, Australien; Co-Trainerin: Sue Jenkins, Australien |     |        |               |          |                                  |

### Brasilien
Die brasilianische Mannschaft trat mit vielen jungen Spielerinnen an. Seit 1995 dominierte der Südamerika-Meister den Kontinent, scheiterte bei globalen Turnieren jedoch in der entscheidenden Phase mehrmals an Kuba. Bei der WM 1994 im eigenen Land unterlagen sie dem Konkurrenten ebenso wie in den Halbfinals der Olympischen Spiele 1986 und 2000. Die Generalprobe beim Grand Prix 2002 schloss Brasilien hinter der deutschen Auswahl als Vierter ab.
| Name                                                               | Nr. | Größe  | Geburtsdatum  | Position | Verein                              |
| ------------------------------------------------------------------ | --- | ------ | ------------- | -------- | ----------------------------------- |
| Sonia Benedito                                                     | 9   | 1,84 m | 19. Jan. 1978 | AA       | Fluminense Rio de Janeiro           |
| Fabiana Berto                                                      | 14  | 1,78 m | 23. Jan. 1976 | Z        | Club Atlético Estudiantes de Paraná |
| Sheilla Castro                                                     | 3   | 1,85 m | 1. Juli 1983  | AA       | Minas Tênis Clube                   |
| Marina Daloca                                                      | 15  | 1,85 m | 8. Sep. 1979  | MB       | Minas Tênis Clube                   |
| Wélissa Gonzaga                                                    | 10  | 1,80 m | 9. Sep. 1982  | AA       | Club Atlético Estudiantes de Paraná |
| Valeska Menezes                                                    | 8   | 1,80 m | 23. Apr. 1976 | MB       | BCN Osasco                          |
| Luciana Nascimento                                                 | 2   | 1,89 m | 7. Juni 1980  | AA       | EC Pinheiros                        |
| Fabiana Oliveira                                                   | 5   | 1,66 m | 7. März 1980  | L        | Fluminense Rio de Janeiro           |
| Paula Pequeno                                                      | 4   | 1,84 m | 22. Jan. 1982 | AA       | BCN Osasco                          |
| Karin Rodrigues                                                    | 11  | 1,87 m | 8. Nov. 1971  | MB       | Fluminense Rio de Janeiro           |
| Marcelle Rodrigues                                                 | 16  | 1,81 m | 17. Okt. 1976 | Z        | BCN Osasco                          |
| Arlene Xavier                                                      | 18  | 1,77 m | 20. Dez. 1969 | L        | BCN Osasco                          |
| Trainer: Marco Motta, Brasilien; Co-Trainer: Luiz Moura, Brasilien |     |        |               |          |                                     |

### China
Die junge chinesische Mannschaft, die ein Jahr vor der Weltmeisterschaft durch den neuen Trainer deutlich verändert wurde, präsentierte sich insbesondere beim World Grand Prix in guter Form. Wie im Sommer 2001 gegen die USA, unterlag die Auswahl um Hao Yang auch kurz vor der Reise nach Deutschland erst im Endspiel gegen Russland. Daher strebte der Asienmeister den dritten WM-Sieg nach 1982 und 1986 an.
| Name                                                                                        | Nr. | Größe  | Geburtsdatum  | Position | Verein                       |
| ------------------------------------------------------------------------------------------- | --- | ------ | ------------- | -------- | ---------------------------- |
| Chen Jing                                                                                   | 10  | 1,82 m | 3. Sep. 1975  | MB       | Sichuan Jiuzhaigou Valley    |
| Feng Kun                                                                                    | 2   | 1,83 m | 28. Dez. 1978 | Z        | Peking Yanjing Brewery       |
| Li Shan                                                                                     | 6   | 1,85 m | 21. Mai 1980  | MB       | Tianjin Bridgestone          |
| Li Ying                                                                                     | 13  | 1,77 m | 22. Aug. 1979 | L        | Liaoning Huanyu              |
| Liu Yanan                                                                                   | 4   | 1,86 m | 29. Sep. 1980 | MB       | Liaoning Huanyu              |
| Song Nina                                                                                   | 12  | 1,79 m | 7. Apr. 1980  | Z        | Army Keming Surface          |
| Xiong Zi                                                                                    | 15  | 1,81 m | 8. Nov. 1976  | L        | Sichuan Jiuzhaigou Valley    |
| Yang Hao                                                                                    | 3   | 1,83 m | 21. März 1980 | AA       | Liaoning Huanyu              |
| Zhang Jing                                                                                  | 1   | 1,90 m | 14. Okt. 1979 | AA       | Shanghai Dunlop              |
| Zhang Yuehong                                                                               | 9   | 1,82 m | 9. Nov. 1975  | AA       | Liaoning Huanyu              |
| Zhao Ruirui                                                                                 | 8   | 1,96 m | 8. Okt. 1981  | MB       | Army Keming Surface          |
| Zhou Suhong                                                                                 | 7   | 1,82 m | 23. Apr. 1979 | AA       | Zhejiang New Century Tourism |
| Trainer: Chen Zhonghe, Volksrepublik China; Co-Trainer: Zheng Zongyuan, Volksrepublik China |     |        |               |          |                              |

### Griechenland
Die griechische Mannschaft war der einzige Debütant bei der Weltmeisterschaft in Deutschland. Seit 1985 hatten sich die Griechinnen vier Mal für Europameisterschaften qualifiziert und als bestes Resultat den achten Platz erreicht. Bei den sonstigen internationalen Wettbewerben war Griechenland noch nicht in Erscheinung getreten.
| Name                                                                                      | Nr. | Größe  | Geburtsdatum  | Position | Verein                     |
| ----------------------------------------------------------------------------------------- | --- | ------ | ------------- | -------- | -------------------------- |
| Eleftheria Chatzinikou                                                                    | 9   | 1,82 m | 20. Apr. 1978 | Z        | EA Larisa                  |
| Vaia Dirva                                                                                | 13  | 1,90 m | 22. Apr. 1977 | MB       | EA Larisa                  |
| Maria Gkaragkouni                                                                         | 2   | 1,80 m | 21. Dez. 1975 | AA       | ZAON Athen                 |
| Niki Gkaragkouni                                                                          | 4   | 1,84 m | 12. März 1977 | MB       | Panathinaikos Athen        |
| Eleni Kiosi                                                                               | 16  | 1,82 m | 29. Sep. 1980 | AA       | Aias Evosmou               |
| Eleni Memetzi                                                                             | 10  | 1,82 m | 12. Jan. 1975 | Z        | Filathlitikos Thessaloniki |
| Vasiliki Papazoglou                                                                       | 11  | 1,90 m | 24. Aug. 1979 | AA       | Panellinios Athen          |
| Zanna Proniadou                                                                           | 1   | 1,90 m | 13. Dez. 1978 | MB       | Filathlitikos Thessaloniki |
| Charikleia Sakkoula                                                                       | 14  | 1,80 m | 18. Dez. 1973 | AA       | Filathlitikos Thessaloniki |
| Fidanka Saparefska                                                                        | 5   | 1,81 m | 9. Nov. 1975  | MB       | Panathinaikos Athen        |
| Tatiana Smyrnidou                                                                         | 18  | 2,00 m | 20. Aug. 1975 | U        | Filathlitikos Thessaloniki |
| Ioanna Vlachou                                                                            | 17  | 1,70 m | 14. Mai 1981  | L        | Aias Evosmou               |
| Trainer: Dimitrios Floros, Griechenland; Co-Trainer: Athanasios Strantzalis, Griechenland |     |        |               |          |                            |

### Polen
Mit der Qualifikation für das Turnier in Deutschland endete für die polnische Mannschaft eine lange Zeit ohne Teilnahmen an Weltmeisterschaften und olympischen Turnieren. Der Vizeweltmeister von 1952 war zum ersten Mal seit 1978 wieder dabei. Die Universalspielerin Małgorzata Glinka sollte die volleyballbegeisterte Nation zu neuen Erfolgen führen.
| Name                                                                         | Nr. | Größe  | Geburtsdatum  | Position | Verein                |
| ---------------------------------------------------------------------------- | --- | ------ | ------------- | -------- | --------------------- |
| Natalia Bamber                                                               | 8   | 1,87 m | 24. Feb. 1982 | U        | Gwardia Breslau       |
| Izabela Belcik                                                               | 4   | 1,85 m | 29. Nov. 1980 | Z        | Gedania Danzig        |
| Małgorzata Glinka                                                            | 6   | 1,90 m | 30. Sep. 1978 | U        | Minetti Vicenza       |
| Ewa Kowalkowska                                                              | 2   | 1,82 m | 23. Feb. 1975 | AA       | Palac Bydgoszcz       |
| Katarzyna Mroczkowska                                                        | 1   | 1,81 m | 30. Dez. 1980 | MB       | Palac Bydgoszcz       |
| Anna Podolec                                                                 | 11  | 1,93 m | 30. Okt. 1985 | U        | MKS Lancut            |
| Aleksandra Przybysz                                                          | 16  | 1,80 m | 2. Juni 1980  | AA       | Stal Bielsko-Biała    |
| Milena Rosner                                                                | 9   | 1,79 m | 4. Jan. 1980  | U        | Gedania Danzig        |
| Magdalena Śliwa                                                              | 5   | 1,73 m | 17. Nov. 1969 | Z        | Foppapedretti Bergamo |
| Dominika Smereka                                                             | 13  | 1,74 m | 13. Jan. 1974 | L        | Palac Bydgoszcz       |
| Joanna Staniucha                                                             | 17  | 1,84 m | 5. Dez. 1981  | AA       | Stal Bielsko-Biała    |
| Joanna Szeszko                                                               | 3   | 1,80 m | 14. Juni 1974 | U        | SKRA Warschau         |
| Trainer: Zbigniew Kryzanowski, Polen; Co-Trainer: Stanisław Majkowski, Polen |     |        |               |          |                       |

### Thailand
Die thailändische Mannschaft nahm bei der Weltmeisterschaft in Deutschland zum ersten Mal an einem großen Turnier außerhalb Asiens teil. Vier Jahre zuvor hatten sich die Asiatinnen, die 2001 das drittbeste Team ihres Kontinents waren, erstmals für eine Weltmeisterschaft qualifiziert und in Japan den 13. Platz belegt. Prominenteste Spielerin war Patcharee Sangmuang.
| Name | Nr. | Größe  | Geburtsdatum  | Position | Verein           |
| --- | --- | ------ | ------------- | -------- | ---------------- |
| Wanna Burkaew                                                                                                  | 1   | 1,70 m | 2. Jan. 1981  | L        | Pepsi Bangkok    |
| Wisuta Heebkaew                                                                                                | 16  | 1,75 m | 1. Feb. 1980  | Z        | RBAC Mittraphap  |
| Amporn Hyapha                                                                                                  | 11  | 1,79 m | 19. Mai 1985  | AA       | PTT Bangkok      |
| Wanlapa Jid-Ong                                                                                                | 13  | 1,70 m | 2. Juni 1977  | Z        | Pepsi Bangkok    |
| Piyamas Koijapo                                                                                                | 9   | 1,78 m | 23. Okt. 1980 | AA       | Pepsi Bangkok    |
| Sommai Niyompon                                                                                                | 2   | 1,72 m | 28. Sep. 1984 | AA       | Pepsi Bangkok    |
| Nurak Nokputta                                                                                                 | 4   | 1,78 m | 31. Jan. 1982 | AA       | Pepsi Bangkok    |
| Anna Paijinda                                                                                                  | 3   | 1,75 m | 3. Apr. 1974  | AA       | Rerothai         |
| Suphap Phongthong                                                                                              | 8   | 1,76 m | 16. Mai 1982  | MB       | Pepsi Bangkok    |
| Patcharee Sangmuang                                                                                            | 14  | 1,81 m | 20. März 1978 | AA       | PTT Bangkok      |
| Saranya Srisakorn                                                                                              | 6   | 1,75 m | 11. Mai 1975  | MB       | Aerothai Bangkok |
| Pleumjit Thinkaow                                                                                              | 5   | 1,79 m | 9. Nov. 1983  | MB       | Pepsi Bangkok    |
| Trainer: Kiattipong Radchatagriengkai, 17. Juli 1966, Thailand; Co-Trainer: Danai Sriwacharamaytakul, Thailand |     |        |               |          |                  |